# Вирджиния Олдоини
Вирджѝния Елизабèта Луѝза Карлòта Антониèта Терèза Марѝя Олдоѝни (на италиански: Virginia Elisabetta Luisa Carlotta Antonietta Teresa Maria Oldoini), по мъж Верàзис Азинàри (Verasis Asinari), позната като Графинята на Кастильоне (Contessa di Castiglione; * 23 март 1837, Флоренция, Велико херцогство Тоскана; 28 ноември 1899, Париж, Франция), е италианска благородничка и тайна агентка.
Братовчедка на Камило Бенсо, граф на Кавур, тя е смятана за една от най-красивите и очарователни жени на своето време. Нейната шпионска и дипломатическа дейност се развива в контекста на важни събития от времето: Парижкия конгрес от 1856 г., Втората война за италианска независимост и мирните преговори по време на Френско-пруската война. Заради тази си дейност и заради неконформисткия си характер тя има многобройни любовници сред важните мъже от онова време, включително императора на Франция Наполеон III.

## Произход
Вирджиния Олдоини е родена в семейство с разностранен произход. Баща ѝ, маркиз Филипо Олдоини Рапалини (* 1817, † 1889), светски и амбициозен мъж, през 1848 г. е първият депутат, избран в Камарата на депутатите на Кралство Сардиния. Той е дипломат и пътува много, пренебрегвайки семейството си. Майка ѝ Изабела Лампореки е тосканка и е свързана с Флоренция – столицата на Велико херцогство Тоскана, която тя рядко напуска; тя е дъщеря на известния юрисконсулт Раниери Лампореки. Салонът на Изабела е посещаван от аристократи и интелектуалци, включително кардинал Джакомо Антонели, младият Луи Наполеон, в изгнание във Флоренция и бъдещ император на Франция, и Джузепе Лучи Понятовски – оперен певец, който произхожда от последния крал на Полша Станислав Понятовски и който е близък приятел на Изабела.

## Биография

### Детство, юношество и брак
Вирджиния Олдоини е родена на 23 март 1837 г. във Флоренция и е кръстена в Ораторий „Сан Джовани“. Като дете показва подчертано предразположение към изучаването на езици и скоро научава френски, английски и немски.
Много красива още от дете, тя прекарва юношеството си във Флоренция в космополитна и изискана среда. Освен с принц Станислав Понятовски е приятелка и протеже на Матилда Бонапарт – дъщеря на Жером Бонапарт, крал на Вестфалия в епохата на Наполеон, и също се среща с Александър Колона Валевски, извънбрачен син на Наполеон Бонапарт и бъдещ френски външен министър.
Вирджиния е обект на сантиментални интереси. Масимо д'Адзельо, който вече я смята за най-красивата жена в Европа, я препоръчва на 28-годишния вдовец и граф на Костильоле д'Асти и на Кастильоне Тинела Франческо Веразис Азинари. Франческо, останал сирак като малък, израства под наставничеството на Камило Бенсо ди Кавур. Повлияна от родителите си, 16-годишната Вирджиния се съгласява да се омъжи за него, въпреки че не го обича и му го казва. Франческо обаче смята липсата ѝ на чувства за временна и двамата се женят на 9 януари 1854 г. Пищната сватба, уредена от принц Понятовски, е отпразнувана във Флоренция в катедралата „Санта Мария дел Фиоре“. На церемонията не присъства бащата на Вирджиния, Филипо Олдоини, тогавашен секретар в посолството на Пиемонт в Лисабон. Двойката заминава веднага за Специя и на следващия ден за Торино.
Сутринта на 9 март 1855 г. Вирджиния ражда първото си и единствено дете: Джорджо Веразис Азинари, който умира на 24-годишна възраст от едра шарка.

### Навлизане в пиемонтския шпионаж
Веднага след края на военните действия на Кримската война, в която Кралство Сардиния победоносно се присъединява към Франция, Великобритания и Турция срещу Русия, крал Виктор Емануил II и Камило Бенсо ди Кавур заминават на официално посещение в Париж и Лондон. След завръщането им Графинята на Кастильоне е потърсена за специална задача.
Посредник между краля и Вирджиния е чичо ѝ, генералът и кралски адютант Джузепе Чигала. На 16 ноември 1855 г. той дава на графинята бижу, което кралят е купил в Лондон, и ѝ показва, че е наясно с тежката икономическа ситуация на съпруга ѝ. Последвалите посещения на генерала подготвят почвата за мисията на Кастильоне: вечерта на 23 ноември, когато Франческо Веразис отсъства, кралят, придружен от Чигала, посещава тайно Вирджиния в дома ѝ в Торино. По време на срещата, която според дневника на графинята продължава два часа и в която участват само тя и кралят, почти винаги без Чигала, кралят ѝ представя трудната, но обещаваща ситуация в Пиемонт, чиято съдба ще се разиграе на мирния конгрес, който скоро ще започне в Париж. Много е вероятно на тази тайна среща той да е изяснил на Вирджиния условията на мисията, която я очаква в Париж.

### Във Франция за Парижкия конгрес
В началото на 1856 г., с оглед на конгреса, който трябва да уреди Дунавска Европа след поражението на Русия в Кримската война, Графинята на Кастильоне пристига в Париж със семейството си. Нейната задача е да благоприятства ролята на Пиемонт в преговорите, които ще се разпрострат върху италианския въпрос. В дните преди пристигането ѝ пиемонтският дипломат Костантино Нигра и принц Понятовски възхваляват нейната красота, така че когато тя идва на бал в дворецаТюйлери, предизвиква забележителен ефект. Савойският граф Клеман дьо Мони (1798 – 1859) пише:
| „ | Никога няма да забравя онзи бал в Тюйлери, където тя се появи полугола като древна богиня... Предшествана от граф Валевски и подаде ръката си на граф Фламарен..., тя пристигна в два през нощта, веднага след като императрицата се оттегли, и предизвика неописуема суматоха. Всички присъстващи се блъскаха и бутаха, за да я видят по-отблизо. Силно развълнуваните дами забравиха правилата на етикета и се покатериха по фотьойлите и диваните, за да я видят по-добре. Що се отнася до мъжете, всички те бяха буквално хипнотизирани. | “ |

През следващите дни успехът на графинята нараства, тъй като тя е поканена на баловете, които съпътстват откриването на Парижкия конгрес. Историкът Марио Мацукели казва, че Наполеон III е бил обезпокоен, а императрица Евгения де Монтихо – разтревожена.
Първата среща на Вирджиния с Наполеон III се състои на 10 януари 1856 г., когато братовчедката на императора принцеса Матилда Бонапарт организира празненство в нейна чест. Поверителната връзка на Матилда с Наполеон III трябва да осигури навлизането на графинята в дворцовата среда. Принцесата също е привърженичка на италианската фракция и се радва на отлични отношения с посланика на Пиемонт в Париж Салваторе Пес, маркиз на Виламарина. Същата вечер Наполеон III и Графинята на Кастильоне се срещат, но тя не успява да надделее над личността на императора. Въпреки това не липсват възможности за реванш: за няколко дни Вирджиния завладява най-високопоставените кръгове във Франция и скоро и императорът е очарован от нея. На един от тези приеми, проведен в австрийското посолство, тя се среща и с могъщия Шарл дьо Морни, полубрат на Наполеон III и председател на Законодателното събрание.
Възхищението на Наполеон III към Вирджиния вече е очевидно и през февруари, благодарение на настоятелната намеса на императора, Пиемонт е допуснат до конгреса наравно с великите сили, преодолявайки възраженията на Австрия. „Успех, за постигането на който Никия (прякорът на Вирджиния) трябва да е изиграла не второстепенна роля“, съобщава историкът Ариго Петако. И в дните на откриването на конгреса, между 21 и 25 февруари, Камило Бенсо ди Кавур пише от Париж на Луиджи Чибрарио, който го замества в Торино:
| „ | ... Предупреждавам Ви, че привлякох в редиците на дипломация красивата графиня на *** , канейки я да ухажва и да съблазни, където е необходимо, императора... Тя започна мисията си дискретно на вчерашния концерт в Тюйлери. Довиждане. | “ |

Но контекстът, в който работи Кастильоне и каква е нейната мисия, са по-ясно представени от писмо до Урбано Ратаци от 22 февруари, в което Кавур пише:

| „ | ...Императорът би искал да направи нещо за нас. Ако можем да осигурим подкрепата на Русия, ще получим нещо истинско, в противен случай ще трябва да се задоволим с вълна от приятелски протести [демонстрации] и топли думи. Ако се проваля, това няма да е поради липсата на усърдие. Посещавам, вечерям, ходя в обществото, пиша картички, интриганствам с „Пале Роял“, правя всичко, което знам, дори се опитах да стимулирам патриотизма на красивата Кастильоне, за да съблазня императора... | “ |

И отново, в антиавстрийска функция, задачата на графинята, възложена ѝ от Кавур по отношение на руския дипломат Алексей Фьодорович Орлов, в писмо до Виктор Емануил II от 4 март:
| „ | ... Те са в отлични отношения с руските упълномощени представители. За да ги направя напълно благоприятни за нас, снощи запознах Орлоф с Нини [френския псевдоним на Вирджиния]. Ако поиска просто да пофлиртува малко с него, нашата сделка ще бъде сключена... | “ |

Доказателство за ролята на тези дни е фактът, че Графинята на Кастильоне нарежда цялата поща, пристигнала по време на конгреса за нея, да бъде доставена в посолството на Пиемонт. Но не са малко историците, които смятат дипломатическия ѝ ангажимент за безплоден.
За съпруга ѝ това е прекалено: Франческо Веразис ди Кастильоне решава да прекъсне всяка връзка със съпругата си. Той взима сина им и се връща в Торино през май 1856 г., където възобновява работата си като дворцов служител през 1857 г.

### Връзка с Наполеон III
Отношенията на Графинята на Кастильоне с Наполеон III са слабо документирани, тъй като след смъртта ѝ няколко страници от нейния личен дневник, нейните писма и други първични източници са унищожени от италианските правителствени служители. Не всичко обаче е загубено. Например оцеляло писмо, изпратено от Вирджиния до императора, показва отношенията, които са съществували между тях, и ролята, която графинята е имала в европейския концерт. Писмото говори за много важно съобщение, което Вирджиния трябва да предаде на императора относно Италия, или по-скоро „страната, която Наполеон обича“, и за среща в дома на Бачоки, за да се говори по същата тема. Домът е безопасно място, известно и на двамата, защото Феличе Бачоки е съпруг на Елиза Бонапарт, сестрата на Наполеон I.
Що се отнася до сантименталната връзка, биографите на Кастильоне съобщават, че тя е станала любовница на императора след закриването на Парижкия конгрес, т.е. през юли 1856 г. Но в писмо от английския посланик Хенри Уезли, 1-ви граф на Коули, изпратено до министъра на външните работи Джордж Вийер, 4-ти граф на Кларендън, по време на конгреса, четем, че „императорът е много заинтересован от красивата Кастильоне“ и че „тази връзка със сигурност влияе върху решенията на Елисейския дворец.“
Френските мемоаристи обаче смятат, че първата или една от първите интимни срещи между Наполеон III и Графинята на Кастилиьоне се е състояла през октомври 1856 г. в Замъка на Компиен, където императорският двор се мести всяка година. Страниците от дневника на Вирджиния от онези дни са унищожени, но маркизата на Тиси-Шатеной пази спомена за срещата, разказана ѝ от графинята:
| „ | В деня, определен за откриването на пищна въртележка от дървени коне в Компиен, цялата „елегантна серия“ [аристократичните гости] се бе събрала в конюшните на замъка... Обърнах се изненадана: Императорът бе близо до мен и ми предложи ръката си... Изведнъж, без да съм ни най-малко предубедена, той ме хвана през кръста и устните му се опряха в косата ми, във врата ми... „О! Сир… Сир…“, казах уплашена. Той вдигна главата ми и ме целуна дълго по устните в отговор... Освен това го чух да промърморва много тихо „Ще се видим тази вечер!“... Вечерта ми се стори много дълга... Малко преди полунощ, докато се оттегляше, усетих императора да ме гледа настойчиво... Вдигнах очи и осъзнах, че не съм била измамена. Но той вече се отдалечаваше бавно, с наклонена глава, галейки дългия си мустак с нервен жест... След няколко минути се оттеглих по реда си, стигнах до новата си стая... Зачаках... но не трябваше да чакам твърде дълго... Лек неясен шум удари ушите ми и вратата, ужасната врата, леко се отвори. В рамката, осветена от ярката светлина, идваща от галерията, се появи императорът... Без дългите му черни мустаци щях да се поколебая да го позная... Видях сянката му да се приближава към леглото; той се сниши... Затворих очи и моята съдба се изпълни... Ситуацията не продължи безмерно и Императорът бързо възвърна спокойствието и величието си... Вратата се отвори: голяма светлина уцели лицето ми… Императорът изчезна, вратата се затвори отново и аз се озовах сама. Часовникът удари два. Беше ударил един и половина, когато вратата се отвори за първи път… Отне само половин час, за да ме направи императрица. | “ |

Вирджиния няма много задръжки относно това да разпространява новината, че е станала метреса на Наполеон III. Според ръководителя на изящните изкуства и мемоарист Орас дьо Виел-Кастел императорът ѝ е подарил в знак на любовта си пръстен със смарагд на стойност 100 хил. франка. Вътре в пръстена Наполеон е накарал да гравират наивен таен код: „VNIARPGOILNEIOEN“ (буквите на „Virginie“ и „Napoleon“, раздалечени една от друга), и също толкова наивно Кастильоне го показва публично.

### Фактите от авеню „Монтен“
Връзката на Вирджиния с Наполеон III води до възнаграждение от 50 хил. франка месечно, които отчасти се харчат за поддържане на скъпия ѝ начин на живот и отчасти се депозират в банката на Джеймс Майер дьо Ротшилд. Икономическото положение на Кастильоне се променя радикално, което ѝ позволява да се премести от улица „Кастильоне“ 10 в разкошната резиденция на авеню „Монтен“ 28, в района на Шан-з-Елизе. Тази резиденция има втори личен вход от градината.

Възползвайки се от тази възможност, вечерта на 2 април 1857 г. императорът, ескортиран от генерал Емил Феликс Фльори и от тайния агент Джакомо Гришели, отива при Вирджиния. Но веднага щом са допуснати от прислужницата на графинята, пред тримата в полумрака се появява мъж, когото Гришели убива, страхувайки се, че иска да посегне на живота на императора, като го намушква в сърцето. Наполеон III веднага се завръща в Тюйлери. 
Така и не се разбира кой крои интриги в сенките или се преструва, че го прави, за да предизвика скандал. Факт е, че общественото мнение приписва на императрица Евгения, ревнуваща от Кастильоне, машинацията, която трябва да симулира нападение срещу съпруга ѝ в къщата на Вирджиния и да я съсипе. Гришели, от друга страна, действа автономно, убивайки несръчно мнимия нападател (някой си Капелани).
Процесът, който започва за предполагаемото покушение срещу Наполеон III, включва Паоло Тибалди от Пиаченца – привърженик на Джузепе Мацини, Паоло Грили от Чезена и Джузепе Бартолоти от Болоня. Арестувани, всички те са осъдени. Първият на доживотен затвор, а другите двама, които са прибрали по 50 наполеона за работата, на 15 години. Вирджиния се разминава с тежък разпит, по време на който е чута да крещи по адрес на императрицата: „Тази испанка скъпо ще си плати!“
В нейна защита се намесва служителят на пиемонтското посолство Костантино Нигра, който междувременно става неин любовник. Но според Вирджиния императрица Евгения е имала три доклада, съставени срещу нея и графинята е била принудена няколко дни по-късно да напусне Париж.

### Изгнание в Лондон, Торино и Диеп
След събитията на авеню „Монтен“ в Париж, през лятото на 1857 г. Графинята на Кастильоне се оттегля в Лондон. Барон Хенри Холанд и съпругата му Мери я посрещат в имението им в разкошен парк в покрайнините на столицата. Барон Хенри е дипломат във Флоренция между 1839 и 1846 г., познава Вирджиния от дете и приятелството им остава непроменено. Домът му е в центъра на социалния живот на Лондон и също така е посещаван от членове на строгия двор на кралица Виктория.
Вирджиния обаче се намира в затруднение. Последица от заминаването ѝ от Париж е загубата на императорския апанаж, което я хвърля във финансови проблеми. Въпреки това тя успява да установи отношения с претендента за френския трон, херцог Анри Орлеански, който я кани в двореца си в Туикънъм (днес предградие на Лондон), където графинята прави напразни опити да го спечели. И въпреки че успява да съблазни неговия ученик – орлеанския парламентарист Луи Шарл Естанслин, тя решава да се върне в Италия.
В края на 1857 г. Вирджиния се завръща в Торино, където не е добре приета. Тя решава да напусне съпруга си и се оттегля на хълмовете, във Вила Глория. Виктор Емануил II предвижда възнаграждение от 12 хил. франка годишно за нея и нейният син Джорджо ѝ е поверен. Обзема я песимизъм и въпреки че е в началото на 20-те си години, тя се представя за стара жена.
Няколко месеца по-късно Вирджиния решава да избяга от новия си живот и се завръща във Франция, точно когато Графът на Кавур и Наполеон III подготвят споразуменията в Пломбиер, които ще доведат до Втората война за независимост. Контролирана от полицията и вероятно от самия император, Вирджиния прекарва лятото на 1857 г. в Диеп – бляскав ваканционен курорт, където нейният приятел Луи Естанслен притежава замък. Въпреки това тя се мести от време на време в Торино и Париж: изгнанието е пред своя край.

### Финансов шпионаж
Избухването на Втората война за италианска независимост през април 1859 г. заварва Графинята на Кастильоне във Вила „Глория“ в Торино. Тя вече е метреса на две лица, които ѝ предоставят важна информация за развитието на конфликта: нейният чичо Джузепе Чигала, адютант на краля на Сардиния, и Анри дьо Ла Тур д'Оверн, старши служител на френското посолство в Торино. Според историка Гуидо Репинье тя използва тези приятелства, за да получи предварителна информация, полезна за спекулации на фондовия пазар и постигане на важни печалби, преди всичко в услуга на банката на Ротшилд. Според Репинье тя забогатява от тази шпионска дейност. Факт е, че през този период тя подновява наема на вила в Диеп, и тъй като френският указ за експулсирането изглежда забравен, наема разкошен апартамент в Париж на ул. „Мариво“ 13 и тиха вила в предградието „Паси“.
През юни 1859 г. Вирджиния прави всичко възможно, за да помогне на ранените във войната в Специя – дейност, която извършва заедно с английската приятелка лейди Ели.
Ако в Париж императрица Евгения ѝ пречи да се върне в двора, в Торино отношенията ѝ със Савойците се подобряват. Обстоятелството, което я връща окончателно в светлината на прожекторите, е тясната бизнес и любовна връзка с Евгений Емануил, 3-ти граф на Вилафранка и принц на Каринян, далечен братовчед на краля. Той ходатайства за нея, като убеждава крал Виктор Емануил II през лятото на 1860 г. да ѝ предостави апартамент в Кралския дворец в Торино. Но основната амбиция на Кастильоне е да се върне във френския двор.

### Завръщане в Париж
Решена да възстанови отношенията си с Наполеон III, Вирджиния решава да се възползва от приятеля си Джузепе Лучи Понятовски, на когото става любовница. Чрез последния брат на Наполеон I, Жером Бонапарт, той успява да накара графинята да се срещне с Наполеон III.

Две години по-късно, или през 1862 г., Вирджиния най-накрая се връща със сина си в Париж. Настанена във вилата на улица „Николо“ 51, тя се погрижва да не привлича прекалено много внимание и да води уединен живот. Въпреки това, макар и с благоразумие, тя посреща многобройни любовници сред най-високопоставените и богати хора в Париж. По това време съпругът ѝ Франческо Веразис Азинари се разорява, като предпочита Понятовски, който купува всичките му притежания. 
Така постепенно, докато чака да се завърне в Тюйлери, Вирджиния започва да контактува както с важни хора и с предприемчиви офицери. След престой в Англия, през лятото на 1862 г. Вирджиния се завръща в Торино, където приема новия крал на Италия Виктор Емануил II за галантна среща. Срещата е организирана от оръженосеца на краля, Алфредо Кастеленго, който праща на Кастильоне бележка. През август в Специя Вирджиния съблазнява граф Емилио Фаа ди Бруно и след това Гулиелмо Актон: двама известни морски офицери.
Но решаващата идея, която кара Кастильоне няколко месеца по-късно да се върне във френския двор, е да трогне с историята си за изоставена от съпруга монсеньор Бернар Бауер, духовен съветник на императрица Евгения. Неин съучастник в плана е Костантино Нигра. Благодарение на това Вирджиния, след като става любовница на брата на Бауер – банкера Иняцио, успява да убеди Евгения, че може да се върне в Тюйлери. Поводът се появява на 9 февруари 1863 г., когато на бал с маски в Кралския дворец Вирджиния се представя облечена като „Кралицата на Етрурия“.

### Връзка с Виктор Емануил II
Няколко години по-късно в Италия има поредица от траурни събития по повод сватбата на 30 май 1867 г. между принц Амадей Савойски-Аоста, вторият син на крал Виктор Емануил II, и Мария Витория дал Поцо дела Чистерна. На този ден кралската процесия, която от Торино трябва да стигне до Ловния павилион „Ступиниджи“, е помрачена от самоубийства и смъртни случаи при злополука, включително тази на Франческо Веразис, 40-годишният съпруг на Вирджиния, който, вероятно е жертва на слънчев удар, пада от коня си и е прегазен от каретата на краля. Смъртта на Веразис, който вече е изяснил намерението си да се самоубие, е считана в пиемонтските аристократични кръгове за луд жест на мъж, който не може да понесе да бъде предаден от своята любима. Вирджиния не го оплаква и няколко седмици след смъртта му започва да разпродава вещите му.
30-годишната вдовица е принудена от обстоятелствата да продължи начина си на живот. Историкът Джани Фазини не се съмнява, че Виктор Емануил II е бил неин любовник. На такова мнение е и историкът Ариго Петако:
| „ | От всички любовници на Вирджиния Олдоини този, който запази най-дълго, ако не точно властта на сърцето ѝ, то поне нейната достъпност, със сигурност бе Виктор Емануил. От началото на връзката си със суверена в навечерието на заминаването ѝ за Париж, през 1858 г., Никия [прякор на Вирджиния] поддържаше случайни, повече или по-малко дълги контакти с него, които продължиха години на възходи и падения. | “ |

През 1865 г. столицата на Кралство Италия е преместена от Торино във Флоренция и крал Виктор Емануил II и Графинята на Кастильоне се преместват в тосканския град. Там кралят, вдовец от 1855 г., вече открито демонстрира своята любов към Роза Верчелана, жена от народа. Той се среща с „Бела Розин“ (както е наричана Роза) през 1847 г., тя му ражда две деца и той желае да сключи брак с нея. Тази ситуация поражда партия срещу Роза, според която бракът би засегнал престижа на Савойския дом. Това насърчава Вирджиния да затегне отношенията си с краля и да се опитва безуспешно да отстрани Роза.

Междувременно Вирджиния покорява богатия 60-годишен предприемач Фердинанд дьо Лесепс, бъдещ строител на Суецкия канал, когото тя е срещнала в Париж и който я моли да се присъедини към него в Турция. Затова Вирджиния решава да използва Лесепс, за да поиска от краля пари и да заживее в Дворец „Аналена“ във Флоренция, като в противен случай тя би заминала за Константинопол. Виктор Емануил II отговаря, че би било неудобно да изгони онези, които живеят в Аналена, и ѝ предлага 12-стаен апартамент на Пиаца Пити. Вирджиния приема и остава в Италия. 
Така около 1867 г. започват много близки отношения между краля и Вирджиния, по време на които Виктор Емануил II удвоява нейния апанаж, осигурява на нейния син да бъде настанен в един от най-престижните колежи и изплаща всичките ѝ големи дългове. Двамата си пишат често и кралят често я кани да участва в пътуванията му. Но двамата често се карат заради характера на изтънчената графиня, която в крайна сметка не успява да отдалечи краля от Роза Верчелана, чиято добра кухня, простотата на маниери и безкористната любов той обича. Изправен пред искането на Вирджиния да избира между двете, кралят избита Роза, за която впоследствие се жени морганатично. С накърнена гордост Вирджиния напуска Флоренция и след кратко пътуване до Великобритания се завръща в Италия в дома си в Специя.

### Рим и Френско-пруската война
В Специя град през ноември 1869 г. Графинята на Кастильоне получава две лоши новини: крал Виктор Емануил II се е оженил за Роза Верчелана, a Фердинанд дьо Лесепс – за Луиз-Елен Отар дьо Брагар, 21-годишна креолка. Разочарована, тя отново решава да потърси убежище в Париж.
Междувременно във Франция се подготвя Френско-пруската война, която ще доведе до края на Втората френска империя. Поради спор за наследяването на трона на Испания Франция е провокирана от Прусия и ѝ обявява война. Въпреки това други германски държави скоро подкрепят Прусия срещу Наполеон III, чиято армия е победена в битката при Седан, след което императорът е пленен. Междувременно в Париж избухва революцията срещу монархията, която ще доведе до Парижката комуна и гражданска война.
Графинята на Кастильоне е съкрушена от събитията и трябва да бяга в Специя, където пристига в началото на септември 1870 г. Междувременно в Италия Франция продължава да защитава автономията на Папската държава. Но военните събития се обръщат към най-лошото за Париж и италианците се възползват от тях, за да организират превземането на Рим: още една важна стъпка към националното обединение. Връщайки се на служба при Костантино Нигра, Вирджиния предприема стъпки, за да гарантира папа Пий IX да не разбере за непосредствената опасност и да не избяга от Ватикана: „Вие продължавате да мамите Стария човек [папата] с много добро благоволение и само привидно с най-пламенна преданост...“, ѝ пише Нигра. В бъдеще графинята ще се похвали със златен медальон с посвещение, даден ѝ от Пий IX, и с множество папски писма до нея.
Въпреки това най-взискателното дипломатическо действие на Вирджиния от периода е това, в което тя е гладна героиня на срещата, която довежда до примирието между Франция, на ръба на поражението, и Прусия. Всъщност когато Адолф Тиер, бъдещият първи президент на Третата френска република, отива във Флоренция, за да моли Италия за помощ, Графинята на Кастильоне го запознава със значими кръгове, но италианското правителство по същество отказва всякаква подкрепа. Възползвайки се от старото си приятелство с графинята, Тиер я моли да се свърже с пруския канцлер Ото фон Бисмарк, за да се постигне примирие, и моли френския посланик в Италия Леон Клери да бъде в услуга на Вирджиния.
Вирджиния работи трескаво за мир: защитава мотивите на Франция пред германците (тя дори пише на Бисмарк и Вилхелм I) и настоява пред французите да приемат поражението. Пруският посланик в Италия Жозеф Мария Антон Брасие дьо Сен-Симон-Валад, който междувременно става неин близък приятел, най-накрая ѝ съобщава: „Бисмарк е решил да се срещне с Тиер“. Трудно е да се установи какъв е дипломатическият принос на графинята и някои историци са скептични. Но когато войната свършва и Франция започва да се възстановява, Тиер, сега Президент на републиката, пожелава тя да се върне в Париж в писмо до Кастильоне, като я уверява: „Винаги можете да разчитате на моята помощ и на старото ми приятелство: никога няма да забравя какво направихте във Флоренция в интерес на нашата бедна, клета Франция“.

### Упадък и последни години
Смъртта на майка ѝ бележи началото на упадъка на Вирджиния. След като се разболява в началото на 1872 г., Изабела Лампореки умира на 9 март същата година в Специя и е погребана в местното гробище „Боскети“.
В началото на следващата година Вирджиния се завръща в Париж. Във френската столица политическата ситуация е напълно променена и въпреки че тя се хвали с приятелството на Президента на републиката Адолф Тиер, наивно се заема с това да възстанови монархията. Вирджиния напразно изкушава херцога на Омал Анри Орлеански и брат му Робер да поемат властта и дори опитът ѝ да финансира Реставрацията с банката на Ротшилд се проваля мизерно, както и мечтата ѝ да стане кралица.
Вирджиния трябва да започне нов живот и заедно с последното си и може би най-искрено завоевание успява отново да направи състояние. По това време тя се влюбва в журналиста Пол дьо Касаняк, с когото предприема успешни икономически спекулации. Идилията ѝ е нарушена от сина ѝ Джорджо, който през ноември 1874 г. открадва писмата на държавниците, с които тя е имала връзки и контакти (Виктор Емануил II, Наполеон III, Камило Бенсо ди Кавур, Костантино Нигра, Ото фон Бисмарк, Джеймс Майер дьо Ротшилд и други) и книгите с тайни шифри, с които някои от документите могат да бъдат дешифрирани. Изнудвайки майка си, 19-годишният Джорджо получава пълна свобода на действие и правото да се разпорежда с всички ренти, които са му определени. В замяна той връща писмата, които, както той уверява, не са били разпространени.
След тази злополука Графинята на Кастильоне се оттегля през декември 1876 г. в новия си апартамент на Плас Вандом 26 в Париж и започва все по-затворен живот, докато баща ѝ, маркиз Филипо Олдоини, умира на 19 януари 1889 г. Той е в несигурна икономическа ситуация и оставя много кредитори, така че съдът на Сардзана продава на търг всичките му активи. След като се втурва към Специя, Вирджиния откупува имуществото, което принадлежи на семейството, на висока цена и успява да се разплати с всички кредитори.
Към 1890 г. разсъдъкът на Вирджиния започва да ѝ изневерява. В тези години тя претърпява няколко кражби на местата, където съхранява писмата си: в апартамента си в Специя и в селска къща. Нищо с материална стойност не е докоснато: крадците се интересуват само от писмата, които са изгорени на място. При новината Вирджиния е шокирана: важни исторически документи са унищожени и досието с разследването на вандалския акт години по-късно никога не е намерено отново. Това е началото на края. Със замъглен ум (което я кара да излиза нощем, облечена в най-екстравагантните модни дрехи), 62-годишната Вирджиния умира от инсулт в апартамента си в Париж на 28 ноември 1899 г.
След погребението, на което присъстват няколко приятели, домът ѝ в Париж и този в Специя са нападнати от властите, които подпалват останките от поверителните документи на графинята. Тялото ѝ е погребано там, където все още се намира и днес: парижкото гробище Пер Лашез.

## Вирджиния Олдоини в масовата култура

### Кино
- La contessa Castiglione (1942), италиански игрален филм, реж. Флавио Калдзавара, в ролята: Дорис Дуранти
- La contessa di Castiglione (1954), френско-италиански игрален филм, реж. Жорж Комбре, в ролята: Ивон Де Карло
- La comtesse de Castiglione (2010), френски късометражен филм, реж. Дейвид Лодж, експериментален филм
- La Séance (The Session) (2015), френски късометражен филм, реж. Едуар дьо Ла Пойоз, в ролята: Фани Ардан.

### Телевизия
- Ottocento (1959), италианска телевизионна програма, реж. от Антон Джулио Маяно, в ролята: Вирна Лизи
- Roma - processo alla Contessa di Castiglione (1960), италианска телевизионна програма, в ролята: Анна Мария Фереро
- Vita di Cavour (1967), италианска телевизионна програма, реж. Пиеро Скивадзапа, в ролята: Лаура Таванти
- La Castiglione (1975), италианска телевизионна програма, реж. Данте Гуардаманя, в ролята: Мануела Кустерман
- La contessa di Castiglione (2006), италианска телевизионен минисериал, реж. Жозе Даян, в ролята: Франческа Делера
- Il Tempo e la Storia, италианска публицистична програма: Еп. 92 Графинята на Кастильоне от 2 март 2015 г. с историка Жил Пеку
- Magnàmose tutto! (2017), италианска телевизионна програма, в ролята: Памела Прати
- Secrets d'histoire - Victor-Emmanuel II, le premier roi d'Italie (2021), френски документален филм по TV5 Monde
- Passato e presente (2022), италианска публицистична програма.

## Памет
През 2011 г. Община Специя наименува на нейно име „Ларго Вирджиния Олдоини“ в градините пред Консерваторията. От 2001 г. на входа на сградата, в която е живяла –днес Палацо дей Нобили, са поставени бронзова бюст, посветен на нея, дело на Франческо Вакароне, и възпоменателна плоча.
Община Кастильоне Тинела ежегодно напомня за Графинята на Кастильоне със събитието „Ден на Вирджиния“. В Кастильоне Тинела има и фотографска изложба за нейната историческа фигура. Туристическо-културно дружество, тераса в близост до сградата на Общината и някои сладкиши, направени с лешници от Ланге, наречени „Contessine“, са кръстени на нея.